# Calla cabro
Calla cabro fue un pódcast peruano de temática LGBT y de comedia, iniciado en junio de 2019, presentado por Josué Parodi, Alberto Castro, Manuel Ramírez y Milagros Vidaurre. En 2025 anunciaron el capítulo final del pódcast.

## Descripción
El nombre del podcast proviene de la forma despectiva de llamar a los hombres homosexuales en Perú.
El pódcast se graba con formato de tertulia moderada por Milagros Vidaurre, y se emite una vez a la semana. En él se tratan temas de actualidad, intercalados con las experiencias personales y vivencias de los tres tertulianos, todos hombres homosexuales peruanos. Algunas veces invitan a personalidades de la cultura peruana o de la política, como los congresistas Alberto de Belaunde o Marisa Glave.
Los capítulos se emiten vía Spotify los lunes a las 6 a. m.

## Premios y nominaciones
| Año  | Premio        | Categoría                                 | Resultado | Ref.  |
| ---- | ------------- | ----------------------------------------- | --------- | ----- |
| 2020 | Premios Luces | Mejor pódcast                             | Ganador   | [ 8 ] |
| 2021 | Premios Luces | Mejor programa digital de entretenimiento | Nominado  | [ 9 ] |